# Evangelische Kirche Návsí

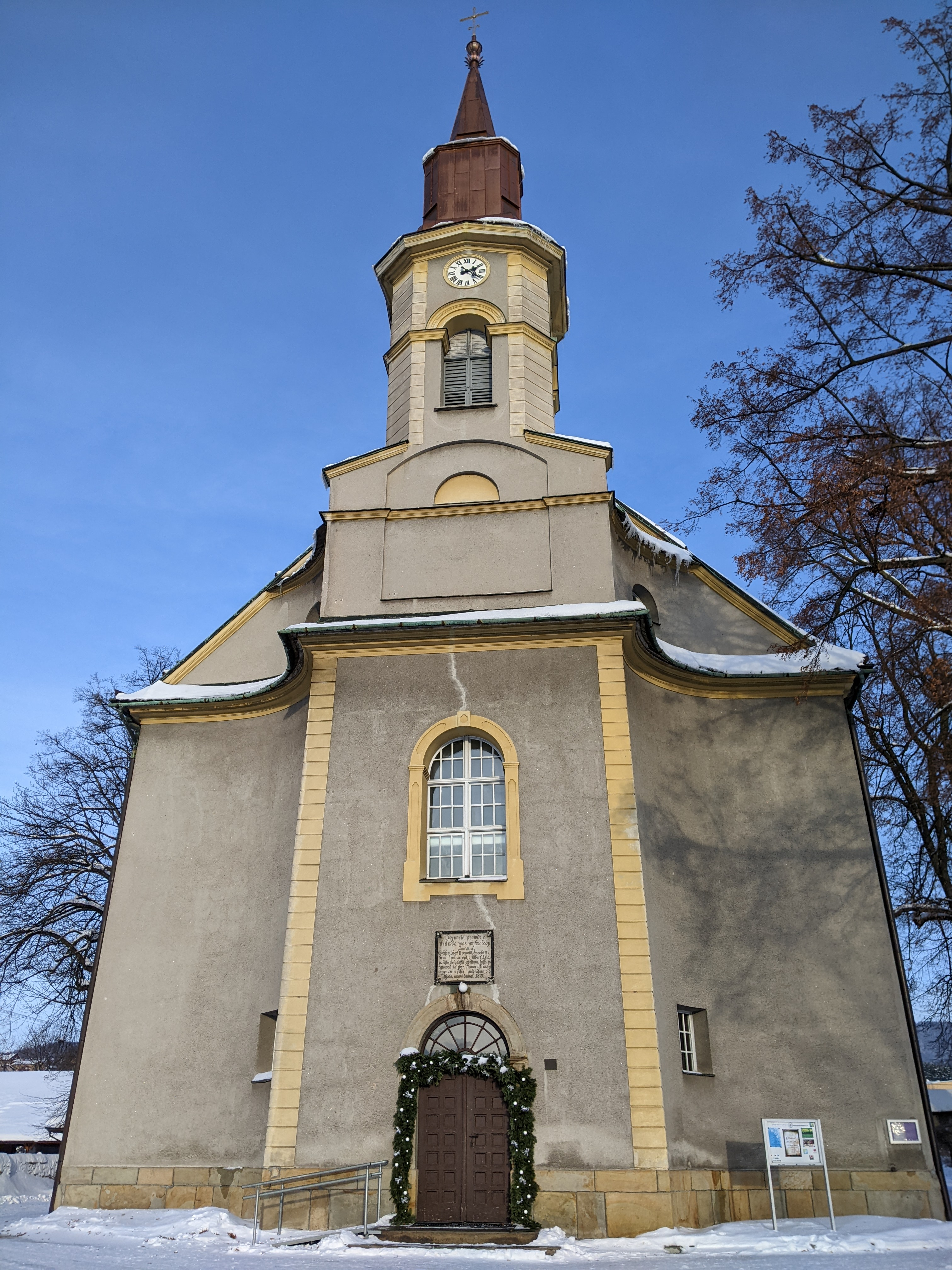
Evangelische Kirche Návsí

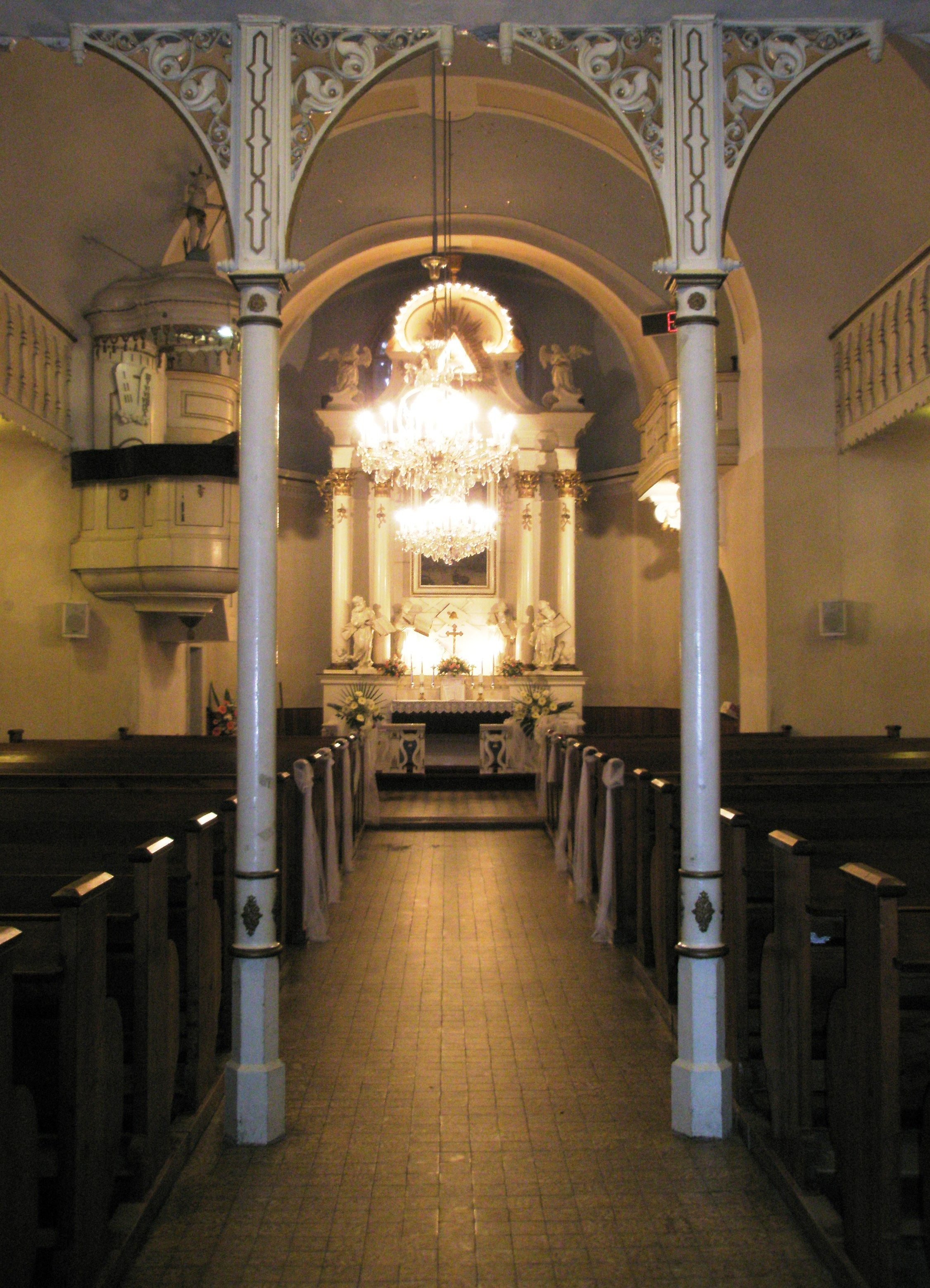
Innenansicht

Die Evangelische Kirche Návsí ist die evangelisch-lutherische Pfarrkirche von Návsí (deutsch: Nawsie) im Okres Frýdek-Místek in der Region Moravskoslezský kraj (Mährisch-Schlesien) in Tschechien. Sie gehört zur Schlesischen Evangelischen Kirche A.B. in Tschechien.
Die heutige evangelische Kirche von Návsí wurde in den Jahren 1817 bis 1820 mit finanzieller Unterstützung von Albert Kasimir von Sachsen-Teschen als Ersatz für ein 1791 errichtetes hölzernes Bethaus erbaut, die ursprünglich über dem Eingang angebrachte Gedenktafel zur Gründungsgeschichte wurde später an den Kirchturm übertragen. Der klassizistische Kirchenbau ist als eine zentralbauartige gewölbte Saalkirche mit Apsis und halbkreisförmigen dreigeteilten Thermenfenstern im Stil der italienischen Renaissancearchitektur errichtet.
Von 1826 bis zu seinem Tod 1874 wirkte der im Revolutionsjahr 1848/1849 politisch engagierte Jan Winkler als Pfarrer von Návsí. Unter ihm wurde 1835 der ursprüngliche Kanzelaltar der Kirche durch einen neuen Altar mit einer Darstellung des Abendmahls und eine seitlich stehende Kanzel ersetzt. 1849 wurde bereits unmittelbar nach Aufhebung des Turmverbots für evangelische Kirche ein Glockenturm mit einer Glocke errichtet, die 1858 und 1870 um zwei weitere Glocken ergänzt wurden. In den 1890er Jahren wurde in der Kirche eine (1953 ersetzte) Orgel installiert.